# Mythologie estonienne

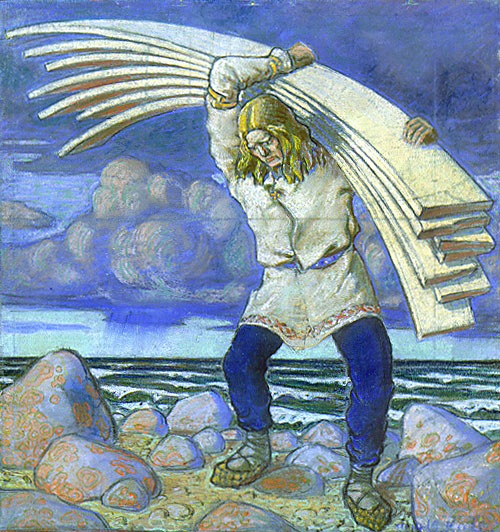
Pastel du Kalevipoeg, épopée nationale estonienne.
auteur : Oskar Kallis.

La mythologie estonienne est basée sur des croyances animistes primitives et est étroitement apparentée à la mythologie finnoise. Quelques morceaux de l'épopée finnoise Kalevala sont considérés comme originaires d'Estonie et certaines actions, endroits ou personnages peuvent également avoir des liens avec l'Estonie.
Étonnamment, il fut suggéré, entre autres par l'ethnologue et ancien président Lennart Meri, qu'une météorite ayant survolé des régions populeuses pour atterrir dans l'île de Saaremaa il y a 3000 à 4000 ans fut un évènement cataclysmique qui peut avoir influencé les mythologies des pays avoisinants, et plus particulièrement ceux qui, de leur point de vue, ont ainsi vu un « soleil » se coucher à l'est.
Les Estoniens faisaient des offrandes aux dieux locaux de la fertilité et du tonnerre. Le groupe ethnique des Setos adore encore leurs idoles de Peko . Après la réforme, de vieux saints catholiques furent également mépris pour des déités locales et vénérés en tant que dieux. 
Au XIXe siècle, des érudits de l'université de Tartu ont commencé à étudier la mythologie estonienne. F.R. Faelmann et Friedrich Reinhold Kreutzwald ont compilé le Kalevipoeg et décrit le panthéon suivant (qui n'est, soit dit en passant, pas entièrement du folklore authentique) :
Le dieu suprême est Taara. Il est célébré dans les forêts de chênes sacrés près de Tartu. Uku est le second nom qu'on lui donne. Il a deux filles et deux fils : ses filles sont Lindu / Linda et Jutta, reine des oiseaux ; ses fils sont Kõu (Tonnerre) et Pikker (Éclair), qui protègent les gens contre Vanatühi, seigneur du royaume souterrain et des démons. Pikker possède de puissants instruments de musique, qui font trembler et fuir les démons. Vanatühi est dépeint comme étant un fermier géant, avec une femme, des enfants, des ouvriers et des jeunes filles. Les démons estoniens sont généralement plus stupides que malveillants, et il suffit de gens intelligents pour les déjouer. Un autre démon est Sarvik (le Cornu), le demi-frère de Tühi. Il est le principal ennemi de Kalevipoeg, le roi géant des estoniens. 

## Héros, dieux et esprits légendaires estoniens
- Haldjas : elfe, fée, protecteur d'un lieu ou d'une espèce animale/végétale
- Hämarik : Déesse du crépuscule
- Ilmatütar : Fille de l'air/monde
- Ilo (Joie) : L'hôtesse des fêtes
- Jeekim : un fantôme, vivant dans les cimetières
- Jutta : reine des oiseaux, fille de Taara
- Kalevipoeg, Kalevine : géant, ancien roi mythique de l'Estonie
- Kaval Ants (Hans le rusé) : travailleur agricole qui contre les plans de son maître Vanapagan, le Diable
- Koerakoonlane : guerrier mi-homme mi-animal, à la truffe de chien.
- Koit : Dieu de l'aube, amant éternel de Hämarik
- Kurat, Kuri, Vanakuri (le fâché) : le diable
- Kõu (Tonnerre) : fils d'Uku, frère de Pikker
- Kratt : nom parallèle de Tulihänd
- Leiger : (joueur) géant habitant l'île de Hiiumaa
- Lapi nõid : sorcière de Laponie[2],[3].
- Linda : mère de Kalevipoeg
- Maaema : la Terre
- Maa-alune : nain vivant sous la terre
- Olevipoeg : successeur de Kalevipoeg, associé à St-Olaf
- Osmi : nom parallèle de Kalevine
- Rõugutaja : dieu protecteur des récoltes de seigle, des femmes qui accouchent et de la ville de Narva
- Pikne, Pikker (le long) : dieu tonnerre
- Puuk : nom parallèle de Tulihänd
- Peko : dieu estonien de la fertilité et du brassage
- Põrguneitsi : vierge de l'Enfer
- Suur Tõll : héros géant de l'île de Saaremaa
- Tharapita or Taara : le dieu Osilien de la guerre, apparenté à Thor
- Tulihänd or Pisuhänd (Queue de Feu) : elfe volant, qui aide à accumuler et conserver les richesses
- Tuuslar : sorcier habitant la Finlande qui a tenté de violer Linda
- Udres-Kudres : serf, surnommé le « fils du soleil »
- Uku (mythologie) : le dieu suprême
- Vanatühi « le vieux vide », Vanapagan « vieux païen » : le diable, dépeint comme un fermier géant idiot
- Vanemuine (l'ancien) : dieu des chansons
- Veteema
- Veehaldjas : esprit de l'eau, tisseur de sources

## Saints Chrétiens mépris pour des dieux
- Jüri (St-George) : dieu de l'agriculture
- Laurits (St-Laurent) : dieu du feu
- Mart (St-Martin) : dieu de la fertilité
- Tõnn (St-Antoine) : dieu des récoltes et des cochons

## Animaux mythiques estoniens
- Libahunt : le loup-garou
- Sinilind : un oiseau bleu magique

## Objets mythiques estoniens
- Valge laev (Le Vaisseau Blanc) : Le bateau mythique qui apporte la liberté ou emporte les gens vers des terres meilleures
- Küütest kübar (Le Chapeau de clous) : Rend celui qui le porte (Vanatühi, d'habitude) invisible
- Kirikindad (Les Moufles) : les objets de fabrication ordinaire ont souvent des fonctions protectrices ou magiques, surtout les moufles d'église et ceux des marins. Décorées de minces bandes rouges et de motifs spéciaux inspirés par la nature, ces moufles et gants ont plusieurs sorts en eux, à cause du fait que ceux qui les ont fait ont chanté en filant, teignant et tricotant.
- Kirivöö (La Ceinture) : La ceinture a probablement les motifs les plus anciens et les plus magiques parmi tous les objets fabriqués. Les ceintures tissées rouges ont fait les meilleurs sacrifices, ont aussi servi comme signe d'engagement ou cadeau de mariage, et elle est attachée autour des parties du corps qui sont malades ou endolories. Attachée autour du poignet, elle forme un cercle donnant force et protection. Elle a aussi un sens symbolique, car elle représente la stabilité, la sécurité et la paix : ceinture d'étoiles, ceinture verte.
- Pierres sacrées : La dernière glaciation a laissé bon nombre de grosses pierres en Estonie. Plusieurs d'entre elles étaient considérées sacrées et les gens venaient y sacrifier argent, sang, rubans rouges et pièces de monnaie, demandant bien-être et prospérité. Ces pierres ont souvent de petits trous.
- Forêts voyageuses : quand les gens sont méchants, avares et cruels, en certains endroits, la forêt va tout simplement quitter l'endroit. Les histoires du genre sont particulièrement nombreuses dans les régions côtières du pays.